# Nassim Ben Iman
Nassim Ben Iman (* 1971 nebo 1972) je německý letniční kazatel a známý konvertita od islámu ke křesťanství arabského původu.
Je autorem autobiograficky laděné knihy Der wahre Feind: Warum ich kein Terrorist geworden bin, která vyšla roku 2002 v českém překladu pod názvem Skutečný nepřítel: Proč jsem se nestal teroristou.